# 1979 Challenge Cup

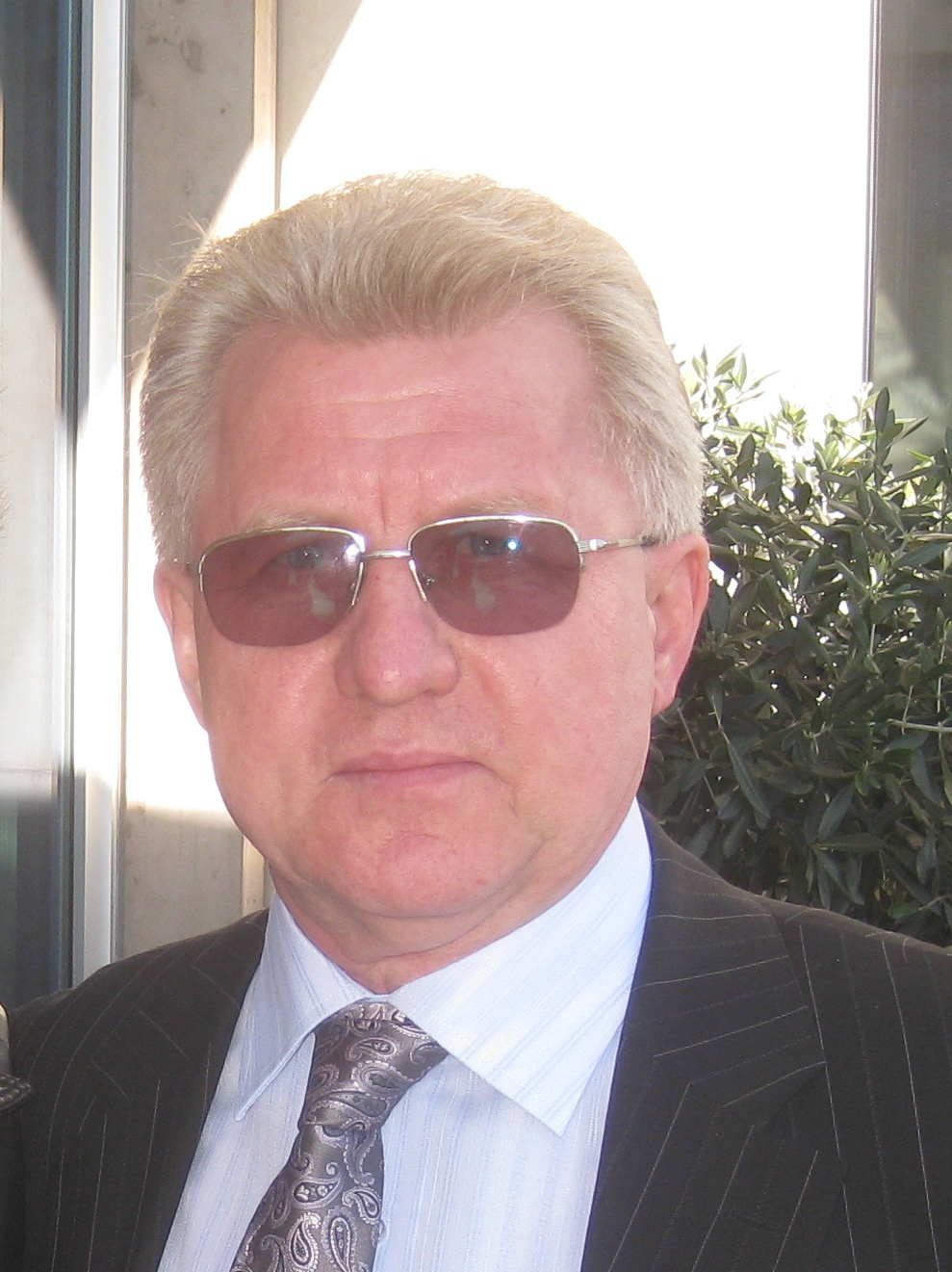
Le gardien Vladimir Mychkine (ici en 2011) aide l'URSS à battre l'équipe de la LNH 6-0 lors du troisième match de la série.

1979 Challenge Cup est le nom donné à une série de matchs de hockey sur glace d'exhibition entre l'Union des républiques socialistes soviétiques et une équipe composées de vedettes de la ligue majeure d'Amérique du Nord : la Ligue nationale de hockey.

## Contexte
Les rencontres ont lieu au cours de la saison 1978-1979 de la LNH à la place du traditionnel Match des étoiles de la LNH. Pour la première fois, des joueurs non-canadiens sont admis dans l'équipe représentant la LNH. Les match eurent lieu les 8, 10 et 11 février au Madison Square Garden à New York.

## Les équipes
Cette section présente l'effectif des équipes pour cette compétition.
- URSS
  - Gardiens de buts : Vladislav Tretiak et Vladimir Mychkine
  - Défenseurs : Sergueï Starikov, Vassili Pervoukhine, Valeri Vasiliev, Zinetoula Bilialetdinov, Sergueï Babinov, Guennadi Tsygankov et Iouri Fiodorov
  - Attaquants : Viktor Jlouktov, Vladimir Kovine, Sergueï Makarov, Mikhaïl Varnakov, Aleksandr Skvortsov, Vladimir Golikov, Aleksandr Golikov, Boris Mikhaïlov (capitaine), Vladimir Petrov, Valeri Kharlamov, Sergueï Kapoustine, Helmuts Balderis, Irek Guimaïev et Viktor Tioumenev
- Ligue nationale de hockey
  - Gardiens de buts : Tony Esposito (Black Hawks de Chicago), Ken Dryden (Canadiens de Montréal) et Gerry Cheevers (Bruins de Boston)
  - Défenseurs : Larry Robinson (Canadiens de Montréal), Barry Beck (Rockies du Colorado), Serge Savard (Canadiens de Montréal), Guy Lapointe (Canadiens de Montréal), Robert Picard (Capitals de Washington), Denis Potvin (Islanders de New York), Ron Greschner (Rangers de New York) et Börje Salming (Maple Leafs de Toronto)
  - Attaquants : Guy Lafleur (Canadiens de Montréal), Bob Gainey (Canadiens de Montréal), Steve Shutt (Canadiens de Montréal), Gilbert Perreault (Sabres de Buffalo), Marcel Dionne (Kings de Los Angeles), Darryl Sittler (Maple Leafs de Toronto), Lanny McDonald (Maple Leafs de Toronto), Bobby Clarke (capitaine — Flyers de Philadelphie), Bryan Trottier (Islanders de New York), Mike Bossy (Islanders de New York), Clark Gillies (Islanders de New York), Bill Barber (Flyers de Philadelphie), Don Marcotte (Bruins de Boston), Ulf Nilsson (Rangers de New York) et Anders Hedberg (Rangers de New York)

## Résultats des matchs

### Match n°1
Devant 17 438 spectateurs, l'équipe de la LNH s'est imposée sur le score de 4 buts à 2. Le premier but a été inscrit par Lafleur au bout de seize secondes dans le premier tiers, puis Bossy vient six minutes plus tard doubler la mise pour la LNH. Mikhaïlov inscrit le premier but soviétique en supériorité cinq minutes plus tard. L'équipe de la LNH reprend le large au cours de la seconde période par un but de Gillies (au bout de huit minutes de jeu). Golikov inscrira le second but pour les Soviétiques.
| 8 février | LNH | 4-2 (2-1, 2-0, 0-1) | URSS | Madison Square Garden 17 438 spectateurs |

| Feuille de match | Feuille de match                                                                      | Feuille de match        | Feuille de match                                      | Feuille de match |
| ---------------- | ------------------------------------------------------------------------------------- | ----------------------- | ----------------------------------------------------- | ---------------- |
|                  | Lafleur — 16 s Bossy — 6 min 22 s (SN) - Gillies — 28 min 14 s Gainey — 35 min 45 s - | 1-0 2-0 2-1 3-1 4-1 4-2 | - Mikhailov — 11 min 25 s (SN) - Golikov — 43 min 2 s |                  |
| Ken Dryden       | Gardiens                                                                              | Vladislav Tretiak       |                                                       |                  |
|                  |                                                                                       |                         |                                                       |                  |
|                  |                                                                                       |                         |                                                       |                  |

### Match n°2
Au cours du second match, le même nombre de spectateurs assiste à une bataille féroce entre les deux équipes. En définitive, ce seront les Soviétiques qui gagneront le match 4 buts à 5.
| 10 février | LNH | 4-5 (2-1, 2-3, 0-1) | URSS | Madison Square Garden 17 438 spectateurs |

| Feuille de match | Feuille de match                                                                                     | Feuille de match                    | Feuille de match | Feuille de match |
| ---------------- | --- | ----------------------------------- | --- | ---------------- |
|                  | - Bossy — 13 min 35 s (SN) Trottier — 18 min 21 s Perrault — 20 min 27 s - Robinson — 25 min 6 s - - | 0-1 1-1 2-1 3-1 3-2 4-2 4-3 4-4 4-5 | Kapoustine — 8 min 10 s - - Varnakov — 22 min 5 s - Mikhaïlov — 37 min 2 s (SN) Kapoustine — 37 min 47 s Golikov — 41 min 31 s |                  |
| Ken Dryden       | Gardiens                                                                                             | Vladislav Tretiak                   | |                  |
|                  | |                                     | |                  |
|                  | |                                     | |                  |

### Match n°3
Alors que le premier match avait été une victoire nette des joueurs de la LNH, le second un match bataillé, le troisième match se transforme, sous les yeux de 17 545 spectateurs, en un match catastrophique pour les LNH cédant à six reprises face aux Soviétiques. Dans les buts, Vladimir Mychkine remplaçant de Tretiak est alors le héros de la soirée arrêtant tous les tirs.
Les buts soviétiques furent marqués en seconde période par Mikhaïlov (5:47) et Zhluktov (7:44) et au cours de la troisième période par Balderis (8:44), Kovin (10:21), Makarov (12:44) et enfin Golikov (14:46).
| 11 février | LNH | 0-6 (0-0, 0-2, 0-4) | URSS | Madison Square Garden 17 545 spectateurs |

| Feuille de match | Feuille de match | Feuille de match        | Feuille de match | Feuille de match               |
| ---------------- | ---------------- | ----------------------- | --- | ------------------------------ |
|                  | -                | 0-1 0-2 0-3 0-4 0-5 0-6 | Mikhaïlov — 25 min 47 s Jlouktov — 27 min 44 s (SN) Balderis — 48 min 44 s Kovine — 50 min 21 s Makarov — 52 min 44 s A. Golikov — 54 min 46 s | Arbitrage : Andy van Hellemond |
| Gerry Cheevers   | Gardiens         | Vladimir Mychkine       | | Arbitrage : Andy van Hellemond |
|                  |                  |                         | | Arbitrage : Andy van Hellemond |
|                  |                  |                         | | Arbitrage : Andy van Hellemond |